# Крістіан Сальседо
Крістіан Каміло Сальседо Кодаці (ісп. Cristian Camilo Salcedo Codazi; 27 липня 1992) — колумбійський боксер, призер Панамериканських ігор, чемпіон Південноамериканських ігор.

## Аматорська кар'єра
На чемпіонаті світу 2017 програв у другому бою Арсену Фоку Фоссо (Камерун).
2018 року став чемпіоном Південноамериканських ігор.
На Панамериканських іграх 2019 здобув дві перемоги, а у фіналі програв Дайнієру Перо (Куба).
На чемпіонаті світу 2019 програв у першому бою Джастісу Гуні (Австралія).
На Олімпійських іграх 2020 програв в першому бою Дайнієру Перо (Куба).
На чемпіонаті світу 2021 програв у другому бою Давиду Чалояну (Вірменія).
На Південноамериканських іграх 2022 програв у півфіналі Герлону Конго (Еквадор).
На чемпіонаті світу 2023 програв у другому бою Ахмеду Хагаг (Австрія). На Іграх Центральної Америки і Карибського басейну 2023 завоював срібну медаль. На Панамериканських іграх 2023 здобув дві перемоги, а у півфіналі програв Абнеру Тейшейра (Бразилія) і залишився без путівки на Олімпійські ігри 2024.